# Viscount FitzAlan of Derwent

Wappen der Viscounts FitzAlan of Derwent

Viscount FitzAlan of Derwent, of Derwent in the County of Derby, war ein erblicher britischer Adelstitel in der Peerage of the United Kingdom.
Der Titel wurde am 28. April 1921 für den Unterhausabgeordneten Lord Edmund Talbot, einen jüngeren Sohn des Henry Fitzalan-Howard, 14. Duke of Norfolk, geschaffen. Dieser hatte 1876 den Familiennamen „Talbot“ angenommen, änderte diesen aber 1921 wieder zu „Fitzalan-Howard“.
Da sein einziger Sohn, der 2. Viscount, keine männlichen Nachkommen hatte, erlosch der Titel bei dessen Tod am 17. Mai 1962.

## Liste der Viscount FitzAlan of Derwent (1921)
- Edmund Fitzalan-Howard, 1. Viscount FitzAlan of Derwent (1855–1947)
- Henry Fitzalan-Howard, 2. Viscount FitzAlan of Derwent (1883–1962)